# Hebrew Union College

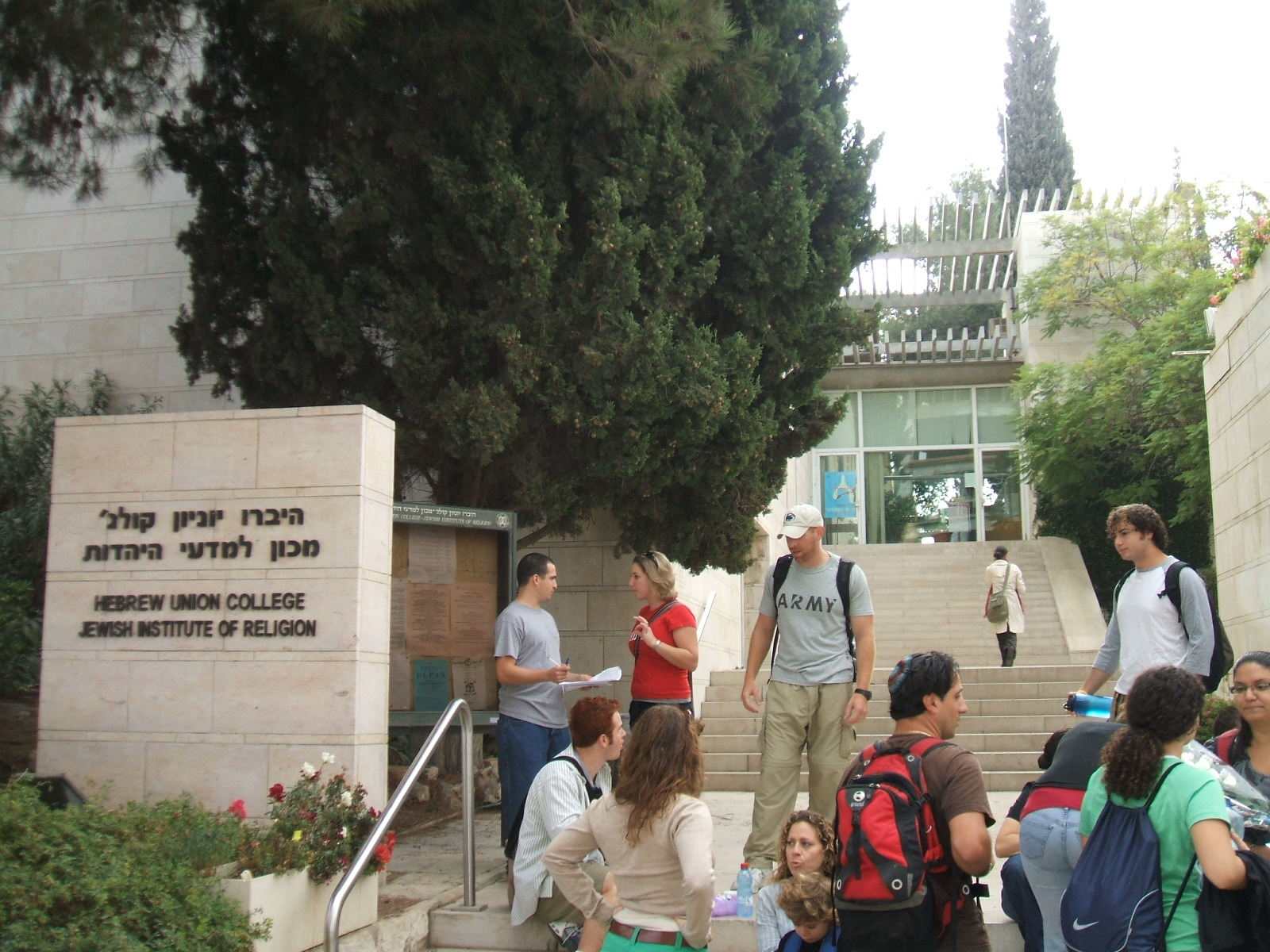
Hebrew Union College in Jerusalem

Das Hebrew Union College – Jewish Institute of Religion (HUC bzw. HUC-JIR) wurde 1875 gegründet und ist das älteste Rabbinerseminar Amerikas. 
Es bildet Rabbiner, Kantoren und Religionslehrer für den Dienst in liberalen Gemeinden aus und bietet Graduate Studies in Judaistik bis zur Promotion an. 
Das HUC unterhält drei Ausbildungsstätten in den USA: 
- Cincinnati, Ohio, gegründet 1875 durch Rabbiner Isaac Mayer Wise;
- New York City seit 1950, entstanden nach dem Zusammenschluss des HUC mit dem Jewish Institute of Religion, gegründet 1922 von Stephen Wise;
- und Los Angeles, gegründet 1954 in University Park.

Der 1963 gegründete Campus in Jerusalem ist das einzige liberale Rabbinerseminar in Israel. HUC-JIR kooperiert mit der Union for Reform Judaism und der Central Conference of American Rabbis, der American Conference of Cantors und der National Association of Temple Educators. Seit 1968 bildet die in Los Angeles ansässige Fakultät School of Jewish Nonprofit Management die nächste Generation der Führungskräfte für die Jüdische Gemeinde aus.
Mit einer Million Bänden besitzt das HUC-JIR eine der weltweit größten Judaica-Sammlungen. Ein Kooperationsabkommen verbindet HUC-JIR mit dem Abraham-Geiger-Kolleg und dem Jewish Institute of Cantorial Arts an der Universität Potsdam (Deutschland).